# Charakterystyczna kombinacja gatunków
Charakterystyczna kombinacja gatunków – dla danego syntaksonu jest to zbiór wszystkich gatunków charakterystycznych, wyróżniających oraz towarzyszących o najwyższym stopniu stałości. Oznaczany jest skrótem ChSC (od ang. characteristic species combination). Tak np. charakterystyczną kombinację gatunków dla zespołu można określić wzorem:
ChSC(Ass.) = ChAss. + ChAll. + ChO. + ChCl. + D + Comp.
ChAss. – gatunki charakterystyczne danego zespołu

ChAll. – gatunki charakterystyczne związku zespołów, do którego należy dany zespół

ChO. – gatunki charakterystyczne rzędu zespołów

ChCl. – gatunki charakterystyczne klasy

D – gatunki wyróżniające

Comp. – gatunki towarzyszące o co najmniej IV lub V stopniu stałości.